# Hrad Brníčko
Hrad Brníčko är en borg i Tjeckien.   Den ligger i regionen Olomouc, i den östra delen av landet, 180 km öster om huvudstaden Prag. Hrad Brníčko ligger 380 meter över havet.